# Vor tidsregning
Vor tidsregning  er en betegnelse for den kalendertid, som er mest benyttet globalt i dag. På dansk bruger man to betegnelser for denne kalender. Den ene er efter vor tidsregnings begyndelse (e.v.t.)/før vor tidsregnings begyndelse (f.v.t.). Den anden er e.Kr. ("Efter Kristi fødsel")/f.Kr.(før Kristi fødsel). Den sidste betegnelse er en oversættelse af det latinske udtryk Anno Domini, der betyder "i det Herrens år").
De to tidsregninger er numerisk tilsvarende, således at "2025 e.v.t" svarer til "2025 e.Kr.", og "400 f.v.t" svarer til "400 f.Kr.". Begge notationer henviser til den gregorianske kalender (og dens forgænger, den julianske kalender). År-nummereringen, som anvendes til den gregorianske kalender, er den mest udbredte alment brugte kalender i verden i dag.
På engelsk bruges dels udtrykkene AD (Anno Domini)/BC (Before Christ), dels udtrykkene CE (Common Era)/BCE (Before Common Era). Siden slutningen af det 20. århundrede er BCE og CE blevet populære i akademiske og videnskabelige publikationer, fordi BCE og CE er religiøst neutrale udtryk.
Tidsregningen er oprindelig fastlagt ud fra tidspunktet for Jesu formodede fødsel. Det skal understreges, at der ikke findes et udstrakt ”år 0”. År 1 e.Kr. følger umiddelbart efter år 1 f.Kr. Udtrykket "år 0" skal forstås som punktet (tidspunktet) mellem år 1 f.Kr. og år 1 e.Kr. Årstallene skal på denne måde ses som ordinaltal snarere end kardinaltal.
Tidsregningen blev udtænkt af den østromerske munk Dionysius Exiguus (ca. 470-ca. 544) i 525, men den blev først almindeligt brugt i 800-tallet.